# Ullhårig mammut
Ullhårig mammut, bara mammut eller sibirisk mammut (Mammuthus primigenius) är en art i det utdöda släktet mammutar i familjen elefanter. Den levde i gränsen mellan tundra och isgränsen med förmodade säsongsmässiga migrationer. Arten dog troligen ut någon gång mellan 2000 och 1700 f.Kr.

## Utbredning
Den ullhåriga mammuten var vida utbredd under den senaste istiden i Europa, och man tror att den kan ha överlevt på Wrangels ö i Sibirien så långt fram som 1700 f.Kr. Det finns också ett antal folklegender som berättar om levande ullhåriga mammutar ända fram till historisk tid, men dessa kanske skall tas med en nypa salt då de personerna helt enkelt kan stött på en nerfryst mammutkropp i områden med permafrost. Helt bevarade infrusna exemplar har hittats, varur man isolerat levande kroppsceller. Det har sagts att man försöker få dessa i delningsfas, och inplantera (inseminera) dem i elefanter, för att få mammuten att återuppstå. Än så länge har inga egentliga försök gjorts, men sedan man lyckades klona stora däggdjur som indisk buffel (Bubalus bubalis) eller dromedar (Camelus dromedarius) under 2000-talet, är det idag teoretiskt genomförbart.

## Utveckling
Den ullhåriga mammuten utvecklades i Europa från en hårlös afrikansk urfader som benämns Mammuthus meridionalis som levde för ca 3 miljoner år sedan via stäppmammuten Mammuthus trogontherii som levde för 750 000 år sedan. Den europeiska mammuten (den ullhåriga) var den enda som vi vet hade den kraftiga behåring som normalt tillskrivs mammutarna. Andra kännetecken för arten var de imponerande betarna, som är mycket mer utvecklade än hos nutida elefanter och avsaknaden av de stora hängande öronen som dagens elefanter har. Närmast levande släkting är idag den asiatiska elefanten.
Trots att ordet mammut blivit nästan synonym med "jättelik", var den ullhåriga mammuten inte större än de nutida elefanterna, rentav något mindre än den afrikanska elefanten. Men några andra arter av släkten Mammuthus var de största snabeldjur som någonsin levat.

## Utdöendet
Tidigare antogs det allmänt att de sista ullhåriga mammutarna försvann från Europa och södra Sibirien omkring början på Holocen, men nya rön visar att vissa fortfarande fanns kvar för cirka 10 000 år sedan. Strax därefter försvann denna mammutart även från kontinentala norra Sibirien. Ullhåriga mammutar liksom Columbiamammutar försvann också från den nordamerikanska kontinenten i slutet av den senaste istiden. 
En liten population mammutar överlevde på St Pauls ö i Alaska fram till 3750 f.Kr. medan en annan låg på Wrangels ö, belägen i Norra Ishavet, ända till 1700 f.Kr. Möjligen på grund av deras begränsade födotillgång var dessa djur en dvärgvariant, alltså betydligt mindre än den ursprungliga pleistocena ulliga mammuten. Mammuttypen på Wrangels ö bör dock inte förväxlas med Kanalöarnas Dvärgmammut, Mammuthus exilis, som var en annan art.
Klimatförändringar, artspridning och människans jakttryck har angivits som orsaker till utdöendet. Nya fossila DNA-rön från Alaska visar att det kanske trots allt inte var människans intåg i Nordamerika som tog död på denna och flera andra arter. En internationell forskargrupp i kvartärgeologi med svenskt deltagande av professor Per Möller, Lunds universitet, har kommit fram till att ullhåriga elefanten och vildhästen fortfarande fanns kvar till för 10 500 år sedan.

## Förekomst och underarter
Den ullhåriga mammuten förekom i två underarter:
- Mammuthus primigenius primigenius, levde under slutet av Pleistocen i norra Eurasien dog ut för cirka 12 000 år sedan, troligtvis som ett resultat av hårt jakttryck från den moderna människan. Elfenbenet från mammutarna har i stor utsträckning tillgodosett behovet av elfenben för till exempel pianotangenter under 1800-talet och början av 1900-talet.
- Mammuthus primigenius vrangeliensis levde under Holocen på Wrangels ö och dog ut för ca 4 000 år sedan.

## Upptäcktshistoria

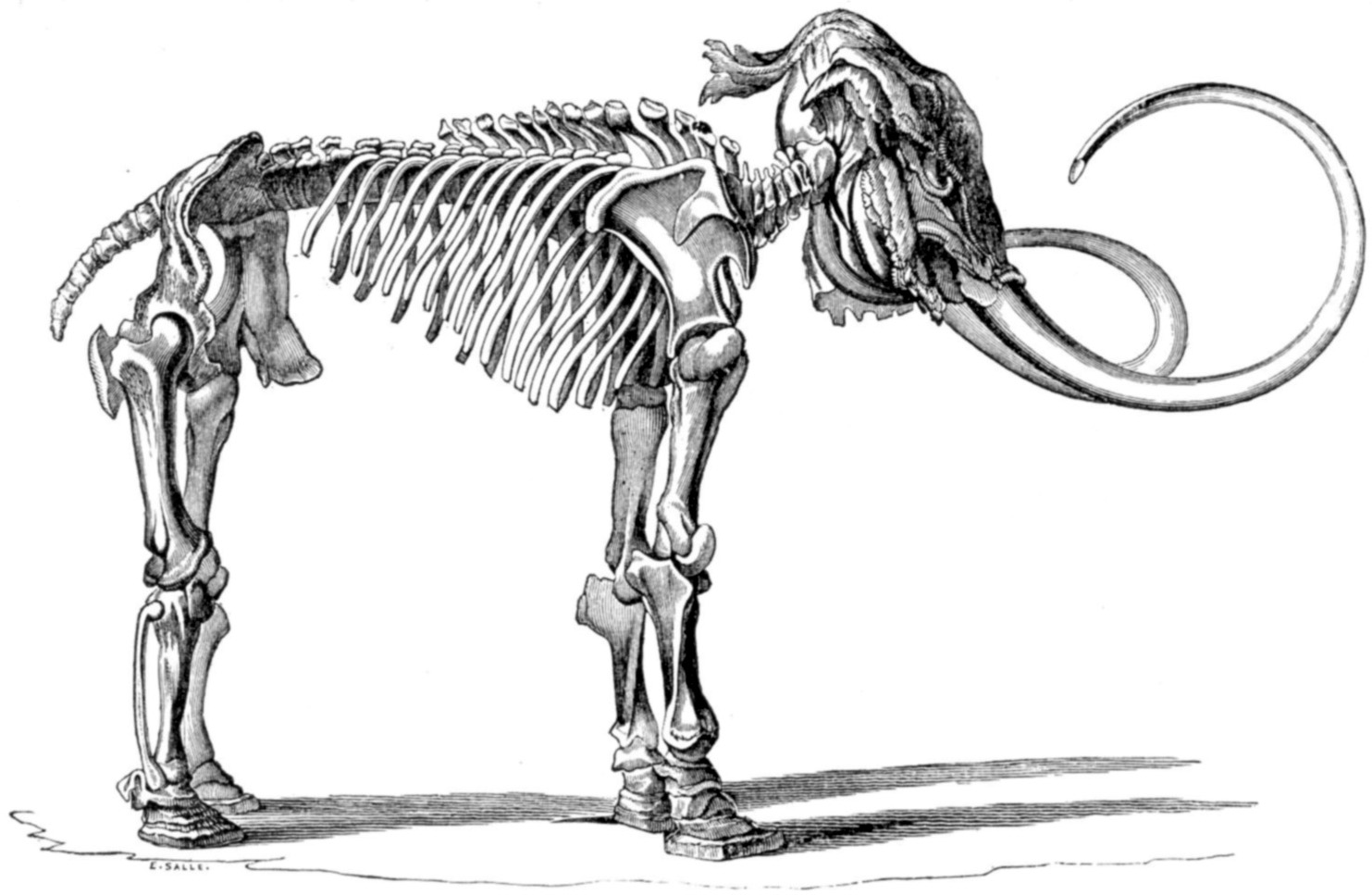
Teckning av Adams mammutskelett, 1815

Folk i Sibirien hade länge funnit rester av vad vi nu vet är ullhårig mammut när de samlade in deras betar för elfenbenshandel. De infödda lokalborna trodde allmänt att det var lämningar efter jättar. Namnet är en lokal variant på begreppet Behemot som betyder just best eller odjur. Tidiga vetenskapsmän försökte förklara mammutfynden med att det handlade om en sorts gigantisk mullvad, som dog när den kom för nära markytan.
Georges Cuvier var den förste som redan på 1790-talet jämförde fynd av petrificierade ben av mammutar i Europa och fann att de måste komma från en annan elefantart än de levande arterna i Afrika och Asien.

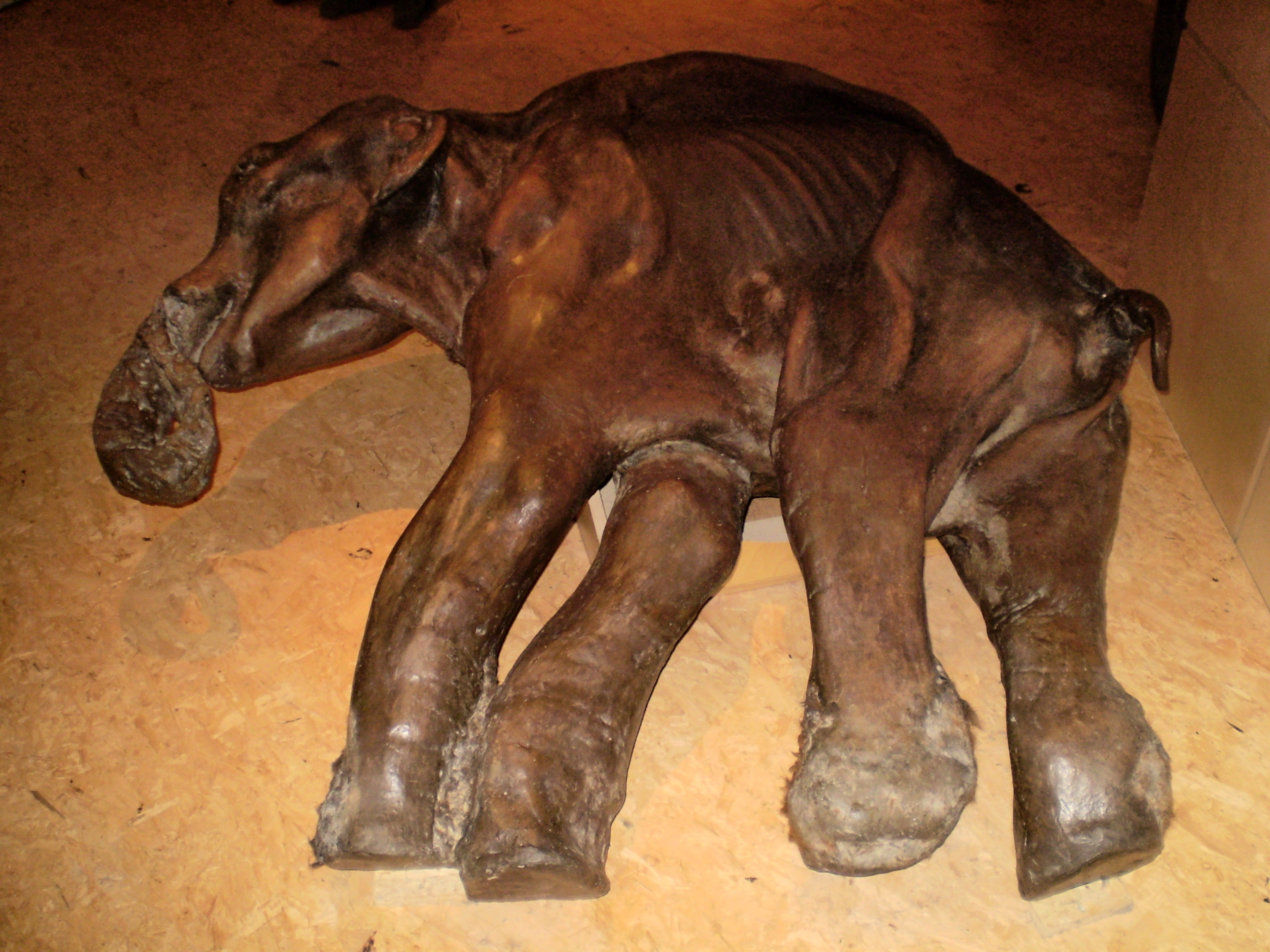
Den bevarade ullhåriga mammutungen som fått namnet Dima.

1977 hittades ett välbevarat kadaver efter en 7-8 månader gammal unge av ullhårig mammut, som fick namnet Dima. Kadavret kunde friläggas ur permafrosten vid en biflod till Kolymafloden i nordöstra Sibirien.

### Svenska fynd av mammut
- En mammuttand hittades på 4 m djup i Flybrännan under byggandet av kraftverksdammen.
- I Västansjö, ca 10 km väster om Kovland, hittades en mammuttand i en 11 m djup brunn.
- Delar av ett mammutskelett hittades utanför Pilgrimstad i Jämtland i ett grustag.
- I Skåne finns ett flertal fynd av betar, tänder och lårben. Samtliga har dock flyttats av inlandsisen. Totalt gäller det åtta fynd, där det äldsta har kunnat dateras till 30 000 år före vår tideräknings början.